# Stormvogels Haasrode
Koninklijke Stormvogels Haasrode is een Belgische voetbalclub. De club is in 1992 ontstaan na een fusie van Stormvogels Blanden met VC Haasrode Sport. Haasrode en Blanden zijn beide een deelgemeente van Oud-Heverlee en grenzen aan elkaar. De club is bij de Belgische Voetbalbond aangesloten met stamnummer 3892 en heeft geel-rood als clubkleuren. Stormvogels Haasrode treedt aan in de provinciale voetbalreeksen.

## Geschiedenis
De club ontstond in 1937 als Stormvogels Blanden en sloot aan bij de Belgisch Voetbalbond. De club kreeg stamnummer 3892 toegekend.
In 1992 kwam er onder impuls van Jacques Decrock, André Blanchart en Roland Vanderstukken een fusie met de buurclub VC Haasrode Sport. VC Haasrode Sport was een jongere club, die bij de voetbalbond was aangesloten met stamnummer 6139. De fusieclub ging door met het stamnummer 3892 van Blanden onder de naam Stormvogels Haasrode. Het stamnummer van VC Haasrode Sport verdween.
In 1994 kreeg de club van Koning Albert II de toelating om "Koninklijke" voor hun naam te plaatsen. De fusieclub begon in Vierde Provinciale Brabant, maar kon in 1992 al meteen promoveren naar Derde Provinciale. In 1997 verhuisde de club naar Tweede Provinciale maar in 2000 degradeerde men opnieuw. In 2002 lukte het de Stormvogels dan toch om terug te keren in de Tweede Provinciale.
In het seizoen 2015-2016 werd voor het eerst een ploeg ingeschreven in vierde provinciale, met als doel jeugd uit de eigen werking klaar te maken voor het eerste elftal.  In het seizoen 2018-2019 schoten deze jongens onder leiding van Tim Vranckx de hoofdvogel af na een nek-aan-nekrace met de buren van Korbeek Sport.  In het seizoen 2021-2022 kon T1 Nico Vandenbempt zijn team echter niet vrijwaren van degradatie.  Voor het seizoen 2023-2024 werd oud-speler Matthias Dooms als coach voor de P4-ploeg aangetrokken.
De voetbalclub uit Haasrode is bij het begin van de 21ste eeuw vooral terug te vinden in de schaduw van Oud-Heverlee Leuven. Oud-Heverlee is een buurgemeente van Haasrode maar kon na een fusie met Stade Leuven en Daring Leuven, doorstoten naar de Tweede Klasse. Toch blijft KS Haasrode hard werken en de club steekt dan ook veel energie en tijd in haar eigen jeugd. Dit leverde al enkele goede spelers op, die dan via andere clubs terechtkwamen bij echte topploegen uit België. De bekendste oud-speler van de Stormvogels Haasrode is profvoetballer Mark De Man, die echter al als jeugdspeler vertrok naar Oud-Heverlee.

## Nacht van het Voetbal
In het verleden organiseerde de club een Nacht van het Voetbal. Dit evenement is een afsluiter van een voetbalseizoen. Tijdens het evenement neemt een voetbalploeg bestaande uit bekende Vlamingen (tv-figuren, ex-voetballers, etc.) het op tegen een plaatselijk elftal.

## FC De Kampioenen
De opnames voor het laatste seizoen van de televisiereeks F.C. De Kampioenen vonden plaats op de terreinen van Stormvogels Haasrode. Voordien werd de televisieserie opgenomen op het voetbalveld in Emblem, een deelgemeente van Ranst.